# Vârful Mâzgavu, Munții Făgăraș

Vârful Mâzgavu (2338 m), Negoiu și Călțun.

Mâzgavu este un vârf muntos situat în Masivul Făgăraș, care are altitudinea de 2.338 metri.